# Chaetodon reticulatus
Chaetodon reticulatus е вид бодлоперка от семейство Chaetodontidae.

## Разпространение и местообитание
Този вид е разпространен в Австралия, Американска Самоа, Вануату, Гуам, Индонезия, Кирибати (Лайн и Феникс), Малки далечни острови на САЩ (Атол Джонстън, Остров Бейкър, Уейк и Хауленд), Маршалови острови, Микронезия, Науру, Ниуе, Нова Каледония, Острови Кук, Палау, Папуа Нова Гвинея, Питкерн, Провинции в КНР, Самоа, САЩ (Хавайски острови), Северни Мариански острови, Соломонови острови, Тайван, Токелау, Тонга, Тувалу, Уолис и Футуна, Фиджи, Филипини, Френска Полинезия и Япония.
Обитава океани, морета, лагуни и рифове в райони с тропически климат. Среща се на дълбочина от 0,8 до 37 m, при температура на водата от 25,4 до 29 °C и соленост 34,1 – 35,8 ‰.

## Описание
На дължина достигат до 18 cm.
Популацията на вида е стабилна.